# Vatípetro
Vatípetro (en griego, Βαθύπετρο) es un pueblo de Grecia ubicado en la isla de Creta. Pertenece a la unidad periférica de Heraclión, al municipio de Arjanes-Asterusia y a la unidad municipal y comunidad local de Arjanes. En el año 2011 contaba con una población de 13 habitantes.

## Enlaces externos

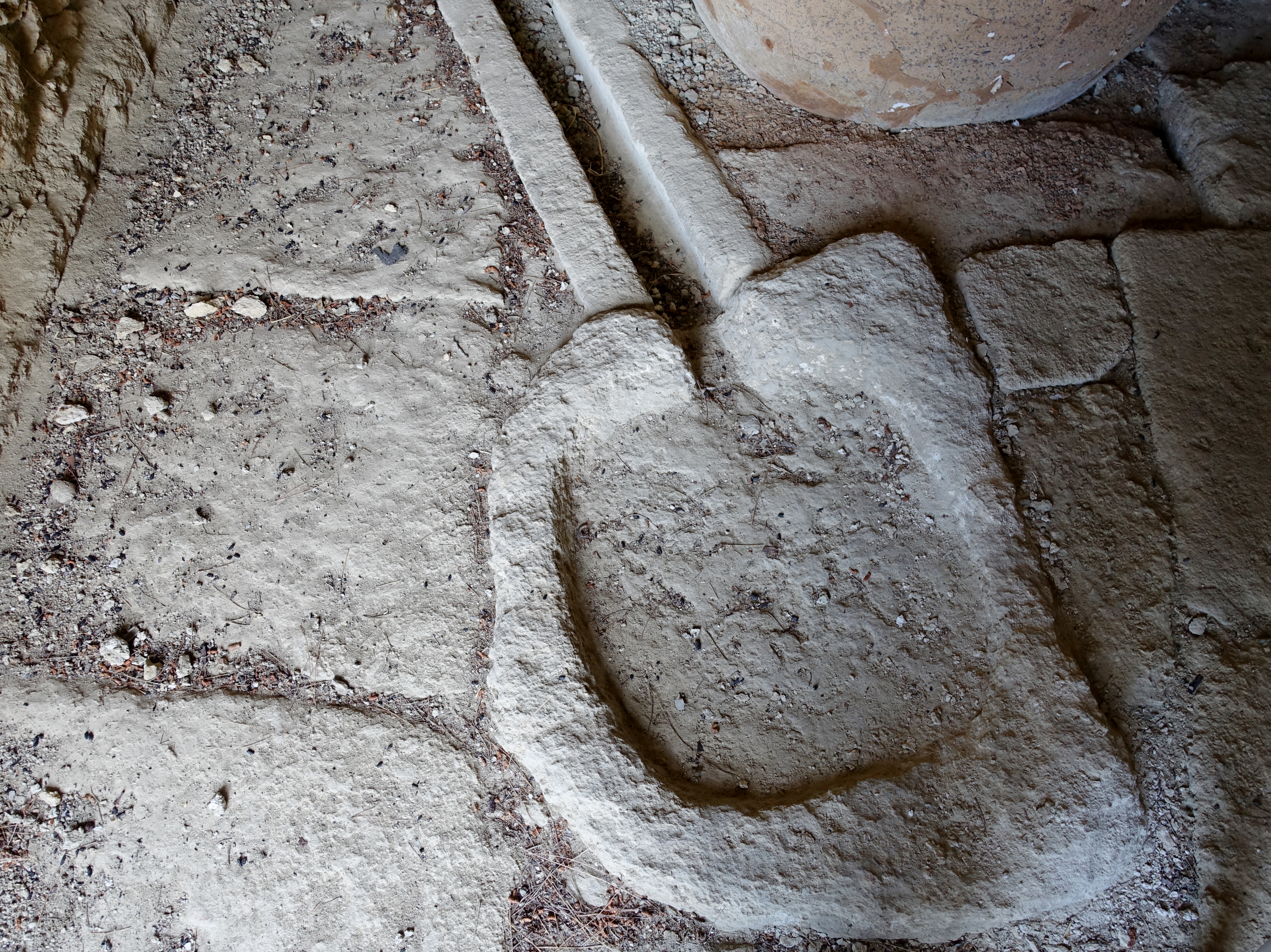
Restos de un lagar de la mansión minoica de Vatípetro.

## Restos arqueológicos
En Vatípetro, que está situada a unos 4 km al sur de Arjanes y al pie del monte Juktas, se han excavado los restos de una mansión minoica que fue construida en torno al 1580 a. C. Constaba de dos pisos, un patio central y otro occidental, además de espacios destinados a santuario y a almacenamiento. Los hallazgos muestran que aquí se producía vino, aceite, además de tejidos y cerámica. Se cree que fue destruida hacia el 1550 a. C. por un terremoto pero algunos años después fue reconstruida hasta que fue definitivamente destruida hacia el 1470 a. C. Las primeras excavaciones fueron llevadas a cabo por Spyridon Marinatos entre 1949 y 1953 y también en 1955 y 1956. Otros trabajos arqueológicos se desarrollaron en el yacimiento hasta 1973.